# Badghis
Badghis (pers. بادغیس) – jedna z 34 prowincji Afganistanu. Położona na północnym zachodzie kraju między rzekami Murgab (rzeka) i Hari rozciąga się na północ aż po pustynie Sarakhs. Prowincja powstała w 1964 roku z wydzielenia części prowincji Herat i Meymaneh. Powierzchnia 20 591 km².
W języku perskim słowo Bâdkhiz (بادخیز) oznacza "dom wiatrów".

## Ludność
Prowincja niejednolita narodowościowo, zamieszkiwana przez mieszane grupy Aimaków, Tadżyków, Uzbeków, Turkmenów, i Pasztunów. Jest najbardziej zróżnicowaną etnicznie spośród 34 prowincji afgańskich. Qala i Naw, położone w połowie drogi między Sheberghan a Heratem, stanowi centrum prowincji.

## Znani
Z Badghis wywodzi się poeta (w języku perskim) Hanzala Badghisi.

## Powiaty
| Powiat     | Stolica    | Ludność | Powierzchnia | Uwagi            |
| ---------- | ---------- | ------- | ------------ | ---------------- |
| Ab Kamari  | Sang Atesh | 36 300  | 1233 km²     |                  |
| Ghormach   | Ghormach   | 34 455  | km²          | Utworzony w 2004 |
| Jawand     |            | 186 000 | 7925 km²     |                  |
| Muqur      |            | 15 900  | 695 km²      |                  |
| Murghab    | Murghab    | 63 798  | 4708 km²     |                  |
| Qadis      | Qadis      | 55 727  | 3202 km²     |                  |
| Qala i Naw | Qala i Naw | 88 032  | 1061 km²     |                  |

## Ekonomia

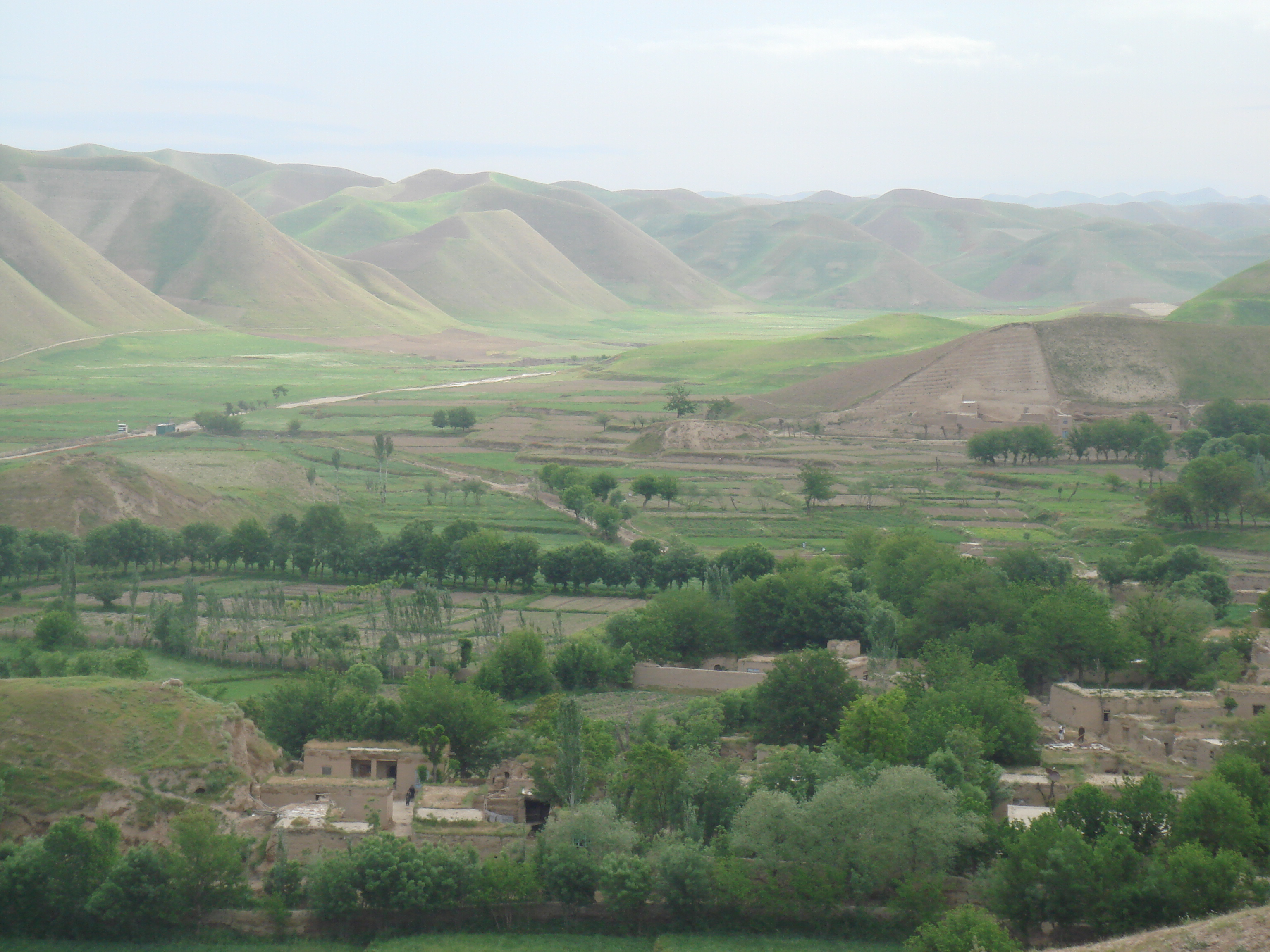
Prowincja Badgis

Rolnictwo ogranicza się do okolic biegów obu rzek Murghab i Hari.
Badgis jest jednym z centrów wyrobu dywanów.

## Transport
W Qala i Naw (QAQN) funkcjonuje lotnisko.